# Last.fm
Last.fm és una xarxa social musical que permet recomanar música tenint en compte els perfils dels usuaris i les estadístiques sobre gustos musicals. A més ofereix una ràdio personalitzada per Internet. Aquesta web conté una gran quantitat d'informació sobre artistes, àlbums, temes, llistes, estadístiques i diverses dades més, que generen els usuaris amb el registre de la música que escolten. Tot el sistema i les aplicacions relacionades són de codi obert. Es va fusionar amb el seu projecte germà anomenat Audioscrobbler a l'agost del 2005.

## Prestacions
Una vegada que l'usuari es registra es crea un perfil musical que s'omplirà a mesura que s'utilitza. Al perfil musical es pot veure els temes que l'usuari ha escoltat i es començarà a generar automàticament llistes d'artistes més escoltats, cançons més reproduïdes, àlbums, i els estils preferits gràcies a les etiquetes que els usuaris poden posar. A més de diverses recomanacions que fa el sistema.
Hi ha dues formes d'afegir música al perfil: 
1. Escoltant música des de la col·lecció musical o amb el reproductor de l'ordinador (per això es necessita instal·lar un software de 'scrobbling').
2. Escoltant la seva ràdio en què es poden seleccionar les cançons segons les preferències personals o d'altres usuaris. Normalment, amb el 'reproductor de Last.fm'.

Basant-se en la música que l'usuari ha escoltat, Last.fm recomana nous temes, informa d'esdeveniments pròxims dels artistes favorits o similars i presenta altres usuaris amb preferències musicals similars (són els anomenats veïns musicals).
El sistema de recomanació es calcula amb un algorisme de filtratge col·laboratiu. La idea és que si a un usuari li agrada l'artista X i a un altre li agrada X i Y és molt probable que al primer usuari també li agradi Y. A més també permet als usuaris recomanar manualment música específica a altres sempre que estiguin en la seva base de dades.
Last.fm permet formar grups d'usuaris amb alguna cosa en comú. D'aquesta manera es genera un perfil de grups i es mostren llistes amb els gustos globals de cada grup.
També, és un mitjà per a artistes que es volen donar a conèixer o discogràfiques que busquen llançar als seus artistes, ja que es pot enfocar la música a una audiència determinada que escolta a uns artistes o estils específics.

### Escoltar música a Last.fm

#### Comptes de pagament
Last.fm permet a l'usuari escoltar música de maneres molt diverses. Bàsicament divideix la seva oferta entre els usuaris amb comptes de pagament i els que no en tenen (la gran majoria). Si no es disposa d'un compte de pagament, Last.fm permetrà a l'usuari escoltar fins a 30 cançons per la ràdio de franc, a mode de prova. Un cop passat aquest termini només es podrà utilitzar la ràdio utilitzant un compte de pagament, el qual costa 3$, 3 € o 3£ (segons el país).

#### Reproductor de Last.fm
Last.fm proporciona un reproductor que es pot descarregar i instal·lar gratuïtament. Aquest reproductor permet escoltar música d'un artista determinat, d'un estil determinat o simplement música que creu que agradarà.
Quan es reprodueix una cançó a través del reproductor, aquest, ensenya el nom de la cançó, de l'artista, el nom del cd al qual pertany i una imatge (normalment de la portada del cd, però a vegades és una imatge genèrica del grup), a part d'això ofereix la possibilitat de marcar la cançó que estàs escoltant com a preferida o vetar-la (perquè no la torni a afegir a la llista de reproducció), tot això ajudarà més endavant a fer que la música que s'escolti amb aquesta ràdio agradi més, ja que totes aquestes dades queden emmagatzemades al perfil de l'usuari.
A part d'aquestes funcions extres també compta amb els botons tradicionals de reproduir (play), pausar (pause), cançó anterior, següent cançó, regulació de volum i opcions.
El reproductor fa servir una qualitat normal, rep un flux de dades codificades en MP3 a 128Kbps mostrejats a 44,1 kHz.
Last.fm actualment ofereix la possibilitat d'utilitzar un reproductor extern per escoltar la música, donant un URL perquè el reproductor pugui adquirir el flux de dades a reproduir.
També existeix una versió del reproductor de codi obert anomenat Last Exit per a plataformes GNU/Linux que disposa de les mateixes funcions, però, a més també disposa d'una opció per guardar la cançó al teu disc dur en format MP3.

#### ComplementAudioscrobbler
Last.fm té l'opció de personalitzar el teu perfil "veient" la música que l'usuari escolta i guardant-la al perfil, permetent veure quin grup escolta més, quina és la cançó preferida i altres estadístiques, que també poden servir per millorar les recomanacions que fa.
Perquè pugui "veure" quina música escolta necessita baixar i instal·lar un connector (plug-in) per al reproductor que s'utilitzi, aquest enviarà les dades de la cançó que s'està escoltant quan ja s'hagi escoltat o bé la meitat de la cançó sencera o bé els primers 240 segons (4 minuts). Si es fa servir els controls de temps de la cançó, la pista no té metadades (ID3, CDDB, etc.) o bé és més curta de 30 segons, la pista no s'envia. Alguns dels reproductors que porten implantat un connector amb Last.fm són Amarok, Listen, iTunes i Windows Media Player.

### Music Manager i filtres d'emissora
La ràdio de Last.fm consta amb una base de dades que cobreix un nombre immens d'artistes. Es pot, o é reproduir des de la mateixa pàgina web, o bé fer-ho descarregant el reproductor Last.fm de franc. El sistema Music Manager permet als artistes administrar el perfil del grup a la web i les diferents cançons i vídeos. Es poden penjar les cançons de franc i amb descàrrega, amb escolta per reproducció en temps real (streaming), de forma completa o un segment de 30 segons. La ràdio té un sistema de cerca que permet filtrar la música desitjada segons diferents criteris:
- Col·lecció: L'emissora reprodueix temes que ja estan registrats en la llibreria del compte.
- Recomanacions: Last.fm reprodueix temes que creu que podrien agradar segons el perfil d'usuari. Ho fa comparant els artistes que s'escolten amb la seva base de dades d'artistes més semblants.
- Temes preferits: L'emissora reprodueix els temes que s'han marcat com a preferits (amb un signe d'un cor).
- Etiquetes personals: L'emissora reprodueix la música que l'usuari ha etiquetat amb una etiqueta determinada.
- Etiquetes globals: L'emissora reprodueix temes etiquetats per tots els usuaris de la xarxa amb l'etiqueta escollida per l'usuari.
- Artistes similars: A partir d'una entrada d'un artista determinat, l'emissora reprodueix música semblant basant-se en la seva base de dades.
- Veïns: L'emissora reprodueix música dels veïns (usuaris amb un perfil semblant al de l'usuari).
- Grups: Si es forma part d'un grup, es reproduirà música basada en la que escolten la resta de membres d'aquell grup.

### Etiquetes
Un dels grans avantatges de Last.fm és que la gran base de dades que conté es veu constantment actualitzada i millorada degut a la participació dels usuaris. Aquests poden etiquetar des d'artistes, cançons, vídeos, fins a àlbums, concerts i d'altres. Això permet classificar-ho tot d'una forma bastant precisa, i ajuda a la web a poder recomanar artistes semblants als que s'escolta, oferir concerts dels estils que agraden els quals tenen lloc a prop de l'usuari en qüestió, reproduir música d'un determinat estil a través de la ràdio, etc.

### Pàgines d'artista
Cada artista que es registra a la base de dades de Last.fm té una pàgina que conté informació sobre aquest. L'artista pot reclamar els drets d'administració a través del Music Manager.
Les pàgines d'artista contenen informació diversa sobre l'artista:
- Nombre de cançons totals escoltades registrades i nombre d'usuaris que l'escolten.
- Una petita biografia sobre l'artista i fotografies.
- Les tags o etiquetes que té.
- Artistes similars.
- Els àlbums més importants.
- Els pròxims concerts de l'artista.
- Un llistat de les cançons més escoltades registrades a Last.fm.
- Un petit fòrum (shoutbox) en el qual els usuaris poden penjar comentaris diversos.

### Perfils d'usuari
Cada usuari registrat, igual que cada artista, té el seu perfil, que conté informació sobre aquest. Es pot afegir informació de caràcter personal i a la vegada la web crea estadístiques i informació sobre la música sentida que l'usuari registra. Es poden mostrar els artistes més escoltats i les cançons més escoltades a través d'una llista. Es pot filtrar per diferents períodes, com ara l'última setmana, els últims 3 mesos o l'últim any. També conté els usuaris amics, els grups als quals està adherit, els concerts o esdeveniments als quals assistirà, les etiquetes que utilitza més i un petit fòrum (shoutbox) idèntic al de les pàgines d'artista.

## Història
L'actual pàgina web es va desenvolupar a partir de dues fonts: Audioscrobbler i Last.fm, les quals es van fusionar el 2005.
Audioscrobbler va començar com un projecte informàtic de Richard Jones (RJ), mentre estudiava en la Universitat de Southampton al Regne Unit. Ell mateix va desenvolupar el primer connector, i va obrir una API a la comunitat, a partir de la qual es podien utilitzar diferents reproductors de música en diferents plataformes.
Audioscrobbler es limitava a emmagatzemar i mostrar estadístiques sobre la música que els usuaris escoltaven. Last.fm es va crear l'any 2002 per Felix Miller, Martin Stiksel, Michael Breidenbruecker i Thomas Willomitzer, austríacs i alemanys. Es tractava llavors d'una ràdio per internet i d'un lloc web comunitari que utilitzava els perfils musicals dels seus usuaris per generar llistes de reproducció dinàmiques. Amb dos botons “love” i “ban” permetia els usuaris personalitzar el seu perfil musical. Gràcies a aquesta idea aquesta ràdio per internet va guanyar l'Europrix el 2002 i va estar nominada al Prix Ars Electronica el 2003.
Els equips d'Audioscrobbler i de Last.fm van començar a treballar junts i es van ajuntar en les mateixes oficines a Whitechapel, Londres. El 2003, la ràdio ja tenia completament integrat el perfil d'Audioscrobbler. L'enviament de dades es podia fer o bé a través del connector d'audioscrobbler, o bé per la radio web de Last.fm. Les dues web van compartir també els mateixos fòrums, encara que fossin específics per a cada web.
Durant el 2003, el desenvolupament d'una nova versió que combinava les dues web va començar i el 9 d'agost del 2005, les dues webs van passar a ser una única, fent servir el nom de Last.fm.
Al maig de 2007, la CBS va adquirir Last.fm per 280 milions de dòlars.
Al febrer de 2009, TechCrunch afirmava que l'empresa Last.fm havia donat voluntàriament dades informàtiques a la RIAA, tot i la seva política de confidencialitat que prohibia explícitament la transmissió de tals dades. Last.fm va negar aquestes acusacions. Al maig de 2009, TechCrunch afirmava que la ràdio hauria transmès aquestes dades a la seva societat mare, la CBS, que al seu torn la va transmetre a la RIAA.
A partir del 30 de març del 2009, Last.fm va canviar de fórmula per a una part dels seus usuaris. El model totalment gratuït ja només funcionava per als països dels EUA, Regne Unit i Alemanya. La resta de països havien d'adquirir el model de pagament o buscar programes alternatius, com Grooveshark.

## Last.fm com a llista global
Les llistes d'èxits de Last.fm són molt més fiables que les tradicionals basades en el nombre de vendes o el nombre de reproduccions a través de la radio. Ja que és el nombre real de vegades que la gent escolta una cançó. Prova d'això és que en els gràfics d'èxits de Last.fm hi apareixen cançons antigues o passades de moda, o cançons que ja no s'estan promocionant.

## Connectors
Hi ha connectors natius per a diferents reproductors:
| - AlbumPlayer - AIMP - Amarok - aTunes - Audacious - Banshee - Billy - BMPx - cmu - Cog - EMMS (Emacs Multimedia System) | - Exaile - Ezmo - Helium Music Manager - Herrie - Listen - LobsterTunes - MediaMaster - MediaPortal - MP3Toys - MusicIP Mixer - Pocket Tunes | - Songbird - Spotify - Vagalume - Vibe Streamer - VLC media player - Vox - VUPlayer - Xbox 360 - XBoxMediaCenter (XBMC) - YamiPod |